# Manoir de Mattrup

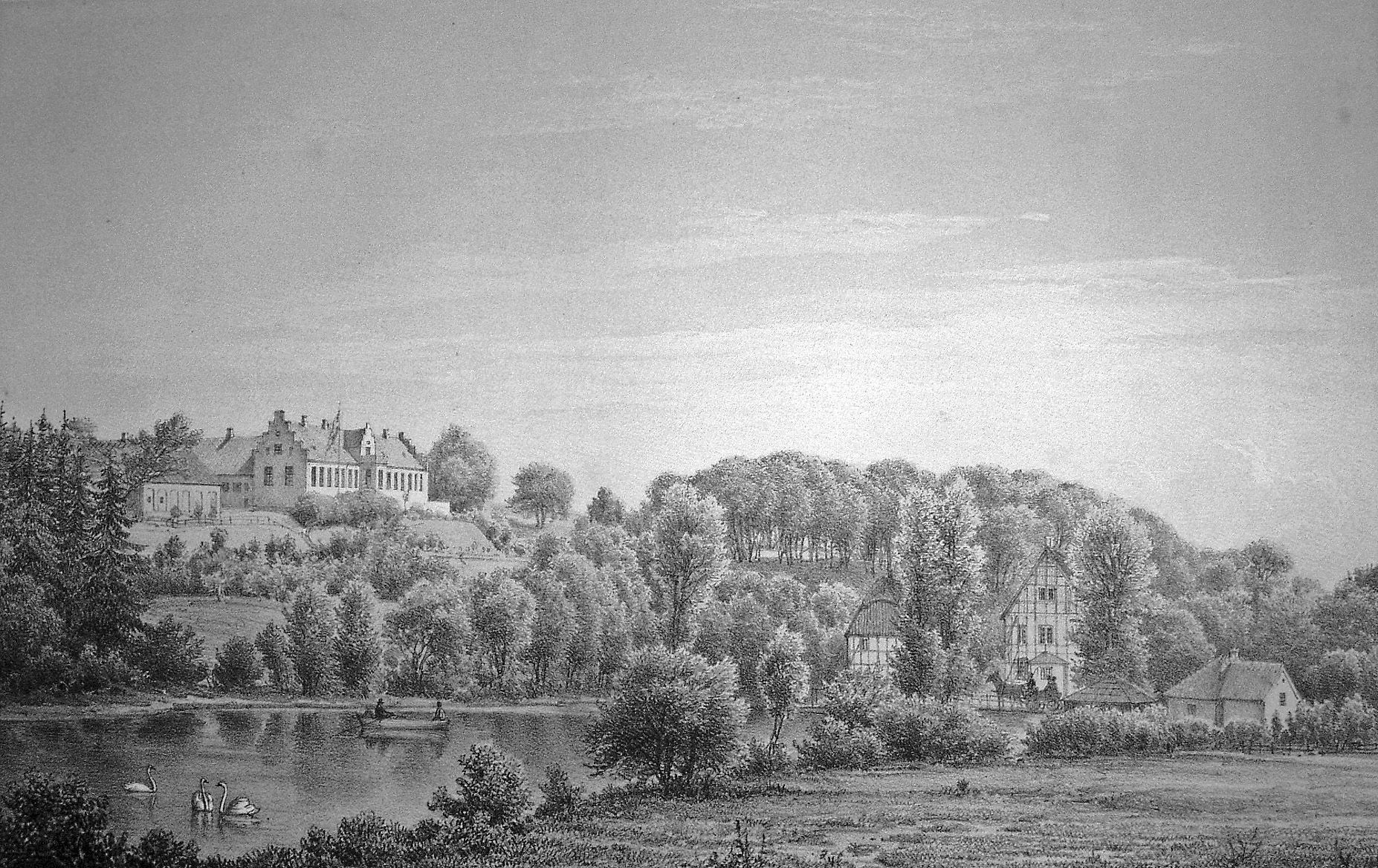
Vue du manoir de Mattrup vers 1860

Le manoir de Mattrup est la demeure seigneuriale d'un domaine situé au Danemark à 4 km de Klovborg  et à 1 km de la petite ville d'Horsens dans le centre du Jutland. C'est ici que l'autrice danoise Karen Blixen passait ses vacances dans son enfance, le domaine appartenant à sa famille maternelle, les Westenholz. Il fait partie du patrimoine culturel protégé depuis 1918.

## Historique
Le domaine est cité au début du XVe siècle comme appartenant au seigneur Christen Skram, puis il passe par mariage d'abord à la famille Rosenkrantz au XVIe siècle et ensuite à la famille Hardenberg. Kirsten Hardenberg se marie avec le seigneur Axel Brahe en 1604 et il entre alors dans cette puissante famille. Il est vendu au XVIIe siècle et passe à diverses familles, dont la famille Thygesen au XVIIIe siècle et au XIXe siècle. Le manoir actuel a été construit en 1578 par Erik Hardenberg et agrandi en 1760 par Emanuel Thygesen (1703-1764), avec des pignons à échelons caractéristiques de l'architecture des pays du nord.
Le riche Regnar Westenholz (1815-1866) l'achète en 1853 et ses descendants le possèdent toujours aujourd'hui. Regnar Westenholz était le grand-père de la célèbre femme de lettres Karen Blixen qui passa de nombreux séjours dans ce qui était alors la propriété de son oncle, prénommé Regnar lui-aussi.
Le domaine agricole s'étend aujourd'hui sur 1809 hectares avec les terres de Thyrstinggård, Stids Mølle et Våbensholm.